# 境町 (鳥取県)
境町（さかえちょう）は明治3年（1870年）から昭和29年（1954年）にかけて鳥取県に存在した町。

## 年表
- 明治3年（1870年）
10月 - 境村と上道村出村鼻とが合併して新しく境町が誕生[2]
- 明治18年（1885年）
- 境町1284番地（現在の栄町、大港神社境内）に境町役場新築[2][3]（後に境小学校東側に移転[4]）
- 明治22年（1889年）
10月1日 - 町村制施行により境町が町制施行し境町が発足[5]
- 明治28年（1895年）
- 境台場跡に灯台設置[6]
- 明治35年（1902年）
- 境-御来屋間に 鉄道開通[6]
- 明治38年（1905年）
- 境商工会発足[6]
- 明治39年（1906年）
- 境-舞鶴間に阪鶴丸就航[6]
- 明治40年（1907年）
- 皇太子（大正天皇）山陰行啓[6]
- 明治42年（1909年）
- 松江･境･美保関間に合同汽船が定期運航[6]
- 明治43年（1910年）
- 隠岐汽船が境-元山の北鮮航路開設[6]
- 大正3年（1914年）
- 境駅が北へ海岸よりに（現在地へ）延長移転する[6]
- 大正5年（1916年）
- 国の港湾調査会で境港湾修築を決定[6]
- 大正6年（1917年）
- 皇太子（昭和天皇）山陰行啓[6]
- 大正8年（1919年）
- 境駅が｢境港駅｣と改名する[6]
- 大正13年（1924年）
- 境警察署、中町に新築移転[6]
- 昭和4年（1929年）
- 境-米子間にバス運転[7]
- 昭和10年（1935年）
1月 - 境町大火 焼失家屋338[7]
- 昭和15年（1940年）
- 鳥取県立境中学校開校[7]
- 昭和20年（1945年）
- 軍用船玉栄丸爆発事故[7]
- 昭和29年（1954年）
8月 - 境町廃町式[7]

## 出来事

### 明治時代
境市政所創設
市政所創設に伴い、境町は次のように改められた。
戸数 六七三戸
石高 高二三八石八斗六舛六合 境分
高三九石六斗二舛一合 上道分
高合二七八石四斗八舛七合
町区画 花町三町 入船町三町
朝日町三町 相生町二町
末広町二町 栄町四町
松ヶ枝町四町 計二一町
なお翌4年に西灘地先を埋め立てて遊亀町を新設したので、二二町の区画となった。
町奉行 馬場金吾権大属、同後任 根来昇作権少属
町役人 町年寄 渡辺周蔵、町庄屋 面谷与九郎、町代 栢木定太郎
三役の下に一一人の目代が任命され、一人平均一二、三組の五人組を監督した。
花町一丁目、二丁目、三丁目 目代 為吉（門永）
入船町一丁目、二丁目、三丁目 目代 直三郎（足立）
朝日町一丁目、二丁目、三丁目 目代 只一郎（老松）
相生町一丁目 目代 周録（下西）
相生町二丁目、栄町一丁目 目代 登（畠中）
末広町一丁目、二丁目 目代 源九郎（岸本）
栄町二丁目、松ヶ枝町四丁目 目代 安九郎（山本）
栄町三丁目、松ヶ枝町一丁目 目代 茂平（堀）
栄町四丁目 目代 徳三郎（荒木）
松ヶ枝町三丁目 目代 権平（佐々木）
松ヶ枝町二丁目 目代 名雄六（前田）
西横目代年行司 茂平、東横目代年行司 周録
五人組の改編も行われ「組内の者は互に友吟味し、願届等は全て目代へ届けるよう」言い渡された。

### 昭和時代
昭和10年大火発生
昭和時代に入ると、境町は二度にわたり、大火で市街中心を焼失するという不運に見舞われた。最初は昭和10年（1935年）1月の大火であり、二度目は、その10年後、昭和20年（1945年）4月に起きた軍用船玉栄丸爆発事件によって引き起こされた戦災の受難である。
昭和10年（1935年）1月12日、この日は東北風の強い日であった。午後7時過ぎ、突如として栄町の一角から起こった火の手は、折からの強風にあおられて本町・松ヶ枝町・栄町・日ノ出町・京町へと延焼し、翌朝午前二時ごろにようやく鎮火した。焼失家屋338戸、損害額は約93万円であった。境町の繁華街を全焼した大火に、野坂寛治町長以下町の関係者は不眠不休で復旧作業に尽力した。
軍用船玉栄丸爆発事件

### 町名の変遷

#### 明治･大正時代
明治3年（1870年）9月3日、境村は隣村上道村の出村であった鼻と合併して境町となった。そして次の7町に区画された。
栄町1－4丁目、松ヶ枝町1－4丁目、末広町1－2丁目、相生町1－2丁目、朝日町1－3丁目、入船町1－3丁目、花町1－3丁目。
ついで明治3年（1871年）に遊亀町を新設し、合せて8つの行政区画（小町）が出来た。しかしこれらの小町も明治20年（1887年）8月23日にいったん廃止され、単に｢境町｣とのみ呼称することとなった。
大正14年（1925年）12月の町議会で小町21町の設置を決議し、県知事の認可を得て大正15年（1926年）5月15日、次の21の大字の町名を設定し、あわせて地番改正を行った。新設の大字町名は次の通り。
岬町、花町、入船町、東雲町、朝日町、東本町、相生町、中町、末広町、:栄町、本町、松ヶ枝町、日ノ出町、京町、大正町、明治町、馬場崎町、蓮池町、浜ノ町、米川町、弥生町。
また、境町役場では、改正した地番を周知徹底させるため、新設の町名と改正した地番を記入した門標を作成して配布した。その準備のため、数日間は役場職員は総動員でこれにあたった。表記の方法は｢境町何町（さかえまちなにまち）｣と記し、｢境町大字何町｣という表記はせず大字の文字は省略するように指導した。

## 戸口の変遷
- 文久3年（1863年）
458戸[13]
- 明治3年（1870年）
673戸[13]
- 明治15年（1882年）
3698人 755戸[13]
- 明治28年（1895年）
4267人 1000戸[13]
- 明治35年（1902年）
5821人（男 2075､女 3116） 1183戸[13][14]
- 明治44年（1911年）
6098人（男 2284､女 3258） 1315戸[13][14]
- 大正5年（1916年）
5326人（男 2569､女 2757） 1288戸[14]
- 大正15年（1926年）
6792人（男 3258､女 3534） 1611世帯[14]
- 昭和10年（1935年）
6770人（男 3158､女 3612） 1529世帯[14]
- 昭和23年（1948年）
8650人（男 4168､女 4482） 2094世帯[14]

## 政治

### 町村長
町村長は町村会で選ばれ、町村会の議長も兼ねた。助役と共に無給の名誉職であったが、適任者がなかったり内部がもめたりして有給吏員を置く場合もあった。
初期の町村長には、庄屋、戸長の職を経験した者、あるいはその子孫が選ばれている。彼らの多くは県会、郡会にも進出し、上道村長稲賀龍二のように村長を務めながら、県会･郡会議員を兼ねた例もあった。
昭和前期戦時下の町村政を担当した町村長は苦悩の中に終戦を迎え、昭和21年（1946年）11月そろって公職追放を受けた。
昭和22年（1947年）4月には初の町村長選挙が行われ、公選町村長は終戦直後の多難な町村政に対応しながら、昭和29年（1954年）の6か町村合併を迎えた。

### 町村会
町村会の議員も名誉職で、任期は6年、3年ごとの半数改選であった。選挙権、披選挙権は地租あるいは直接国税2円以上の納入者に限定され、選挙人は全住民の1割強にすぎないという厳しい制限選挙であった。加えて議員定数の半数を一級選挙人（町村納税総額の2分1を納める者）が選び、あと半数を二級選挙人（一級を除いた選挙人）が選ぶという多額納税者に優位な等級選挙であった。
大正2年（1913年）の選挙からは任期4年の一斉改選となり大正10年（1921年）には等級制と選挙人の納税制限が廃止されて、選挙人も大幅に増加し、地方自治の前進を見た。
さらに昭和の新憲法下に入ると、女性にも参政権が認められ、余子村議に女性議員が登場、新時代を象徴した。

### 町長
1. 手島俊甫 明治23年（1890年）1月 - 明治26年（1893年）12月[18]
2. 西村忠義 明治26年（1893年）12月 - 明治31年（1898年）12月[18]
3. 山本熊吉 明治32年（1899年）7月 - 明治33年（1900年）4月[18]
4. 西久平 明治34年（1901年）7月 - 明治37年（1904年）10月[18]
5. 加島恵太郎 明治38年（1905年）1月 - 明治39年（1906年）10月[18]
6. 杉谷卓 明治39年（1906年）11月 - 明治41年（1908年）9月[18]
7. 加島恵太郎 明治41年（1908年）11月 - 大正2年（1913年）11月[18]
8. 松下哲成 大正2年（1913年）11月 - 大正4年（1915年）6月[18]
9. 木村虎治郎 大正4年（1915年）7月 - 大正12年（1923年）7月[18]
10. 野口清三郎 大正13年（1924年）1月 - 昭和3年（1928年）1月[18]
11. 稲賀龍二 昭和3年（1928年）1月 - 昭和4年（1929年）5月[18]
12. 足立正 昭和4年（1929年）5月 - 昭和9年（1934年）3月[18]
13. 野坂寛治 昭和9年（1934年）3月 - 昭和10年（1935年）9月[18]
14. 木村虎治郎 昭和10年（1935年）10月 - 昭和11年（1936年）11月
15. 景山圭一 昭和11年（1936年）11月 - 昭和16年（1941年）6月[18]
16. 松下道蔵 昭和16年（1941年）6月 - 昭和16年（1941年）8月[18]
17. 山本亮 昭和16年（1941年）9月 - 昭和21年（1946年）11月[18]
18. 足立民一郎 昭和22年（1947年）4月 - 昭和29年（1954年）7月[18]

### 助役
助役職は名誉職･有給職と2名在任の時もあった
- 西村忠義 明治23年（1890年）1月 - 明治26年（1893年）12月[18]
- 渡辺弥太郎 明治23年（1890年1月 - 明治28年（1895年）3月[18]
- 杉谷卓 明治28年（1895年）4月 - 明治30年（1897年）8月[18]
- 佐々木佳次 明治31年（1898年）2月 - 明治32年（1899年）7月[18]
- 植田伊六 明治33年（1900年）4月 - 明治37年（1904年）4月[18]
- 木村虎治郎 明治33年（1900年）4月 - 明治39年（1906年）12月[18]
- 杉谷卓 明治38年（1905年）9月 - 明治39年（1906年）11月[18]
- 木村虎治郎 明治41年（1908年）11月 - 大正4年（1915年）7月[18]
- 黒見八治郎 明治40年（1907年）1月 - 大正7年（1918年）11月[18]
- 酒井定一 大正7年（1918年）12月 - 昭和17年（1942年）12月[18]
- 景山圭一 昭和4年（1929年）11月 - 昭和8年（1933年）9月[19]
- 松下道蔵 昭和9年（1934年）3月 - 昭和10年（1935年）10月[19]
- 景山圭一 昭和10年（1935年）10月 - 昭和11年（1936年）11月[19]
- 松永誠一郎 昭和17年（1942年）12月 - 昭和21年（1946年）12月[19]
- 小浜岩雄 昭和20年（1945年）11月 - 昭和22年（1947年）5月[19]
- 山本潤 昭和22年（1947年）4月 - 昭和26年（1951年）1月[19]
- 下西文雄 昭和26年（1951年）4月 - 昭和27年（1952年）1月[19]
- 松下勇三 昭和27年（1952年）6月 - 昭和29年（1954年）8月[19]

### 収入役
1. 栢木馬太郎 明治23年（1890年）1月 - 明治23年（1890年）3月[18]
2. 山本熊吉 明治23年（1890年）3月 - 明治24年（1891年）3月[18]
3. 杉谷鉄蔵 明治24年（1891年）3月 - 明治28年（1895年）3月[18]
4. 門永群吉 明治28年（1895年）3月 - 明治30年（1897年）9月[18]
5. 手島俊甫 明治30年（1897年）9月 - 明治34年（1901年）9月[18]
6. 黒見久治郎 明治34年（1901年）9月 - 明治38年（1905年）1月[18]
7. 木下大蔵 明治38年（1905年）1月 - 明治38年（1905年）1月[18]
8. 畠中忠太郎 明治38年（1905年）1月 - 明治42年（1909年）1月[18]
9. 福島武道 明治42年（1909年）1月 - 大正6年（1917年）1月[18]
10. 酒井定一 大正6年（1917年）1月 - 大正7年（1918年）12月[18]
11. 能見好徳 大正8年（1919年）1月 - 大正14年（1925年）8月[18]
12. 小西長一 大正14年（1925年）8月 - 大正15年（1926年）2月[19]
13. 下西宏 大正15年（1926年）4月 - 昭和7年（1932年）4月[19]
14. 松永誠一郎 昭和7年（1932年）5月 - 昭和17年（1942年）12月[19]
15. 山本潤 昭和21年（1946年）2月 - 昭和22年（1947年）4月[19]
16. 荒木泰世 昭和22年（1947年）5月 - 昭和29年（1954年）8月[19]

### 町会議員
町会議員は次の通り（補）は補欠､（死）は在任中死去､（辞）は辞任、召集、取消、失格、隠居などを含む）
- 明治22年（1889年）
  - 山本安九郎、岡田庄作[21]、栢木節蔵[22]、渡辺丈五郎、足立繁太郎[23]、足立多三郎、面谷仲吉、西久平、杉山弥平、西村忠義、西村典重、手島俊甫、足立民一郎（補）
- 明治25年（1892年）
  - 山本熊吉、武良惣平[24]、荒木徳三郎、下西周禄[25]、西村忠義（辞）、朝田儀平、西村典重（補）
- 明治28年（1895年）
  - 足立民一郎（死）、加島房太郎（辞）、渡辺丈五郎、西久平、松下哲成、足立繁太郎（辞）、佐々木善四郎（補）、村尾国平（補）（辞）、植田虎市（補）、面谷仲吉
- 明治31年（1898年）
  - 門永昇平（辞）、黒見権平（辞）、荒木徳三郎（辞）、中村市太郎（辞）、青木庄三郎（辞）、畠中勝四郎（辞）、朝田儀平（辞）、西村忠義（辞）、鍛治野正保（辞）、松谷安一郎（辞）、植田伊六（辞）、杉谷卓（辞）
- 明治33年（1900年）
  - 中村市太郎、森弥作[26]、加島房太郎、荒木徳三郎、足立民一郎、村尾国平、西村忠義（辞）、黒見繁吉、朝田儀平（辞）、酒井萬四郎、西田周一郎（死）、黒見八治郎
- 明治34年（1901年）
  - 面谷仲吉（死）、里見五平、西久平（辞）、松下哲成、山本熊吉、杉谷卓、松谷曠、由浪時三郎、下西宏[27]、黒見八治郎（辞）
- 明治37年（1904年）
  - 松尾初蔵、足立民一郎（死）、里見周三、加島房太郎（辞）、福島武道（辞）、朝田儀平、酒井萬四郎、木村六太郎、加島房太郎（補）（辞）
- 明治40年（1907年）
  - 山本熊吉、松下哲成、里見五平（死）、門永昇平、面谷友太郎、木村虎治郎、岡田庄作、富谷熊吉、由浪時三郎（死）、杉谷卓（辞）、渡辺廣太郎（補）（辞）、足立定太郎（補）、加島恵太郎（補）
- 明治43年（1910年）
  - 森弥作、里見周三、荒木久九郎、足立好松、植田文太郎[28]、下西宏、西村勇治郎[29]、朝田儀平（死）
- 大正2年（1913年）
  - 岡田庄作、杉谷虎太郎、根平竹松、荒木久九郎、加島恵太郎、里見周三、山本熊吉、松下哲成、門永昇平、植田文太郎、木村虎治郎、小酒長一、面谷友太郎、下西宏、足立好松、杉山音太郎、朝田儀郎、西村勇治郎
- 大正6年（1917年）
  - 岡田庄作、松下哲成、植田文太郎、松谷曠、山本熊吉（死）、門永昇平、杉谷虎太郎、里見周三、小酒長一、木村虎治郎、加島恵太郎、面谷友太郎、根平竹松、黒田朝一、下西宏、杉山音太郎、福島武道、荒木久九郎
- 大正10年（1921年）
  - 松下哲成、岡田庄作、足立民一郎、木村虎治郎、植田文太郎（死）、面谷友太郎、富谷熊吉、景山圭一、杉谷虎太郎、岡空林太郎[30]、加島恵太郎、植田鉄郎、安宅麻太郎、里見周三、杉山音太郎、小酒長一（辞）、足立寛吉、酒井萬四郎
- 大正14年（1925年）
  - 岡空林太郎、角正義、景山圭一、岡田庄作、渡辺英吉、里見周三、木村虎治郎、山本亮 (政治家)、面谷友太郎、富谷熊吉、安宅麻太郎、下西宏（辞）、足立民一郎、植田鉄郎、足立寛吉、酒井萬四郎、杉谷虎太郎、宮本繁之助、門永昇平（補）
- 昭和4年（1929年）
  - 林彦一郎、足立助三郎、渡辺英吉、松下道蔵、木村虎治郎、岡空林太郎、下西一、小浜岩雄、松本万一、酒井萬四郎、富谷熊吉、小松金太郎、黒見屯[31]、黒見鹿蔵、植田哲郎（辞）、門永昇平、長栄善次郎、杉山音太郎、景山圭一（補）
- 昭和8年（1933年）
  - 林彦一郎、岡空林太郎、酒井都郷、渡辺英吉、松本万一、黒見屯、松下道蔵、田中嘉作、小浜岩雄、足立助三郎、富谷熊吉、広島馨[32]、景山圭一、大森茂[33]、木村虎治郎、佐古益次郎、酒井萬四郎、下西一
- 昭和12年（1937年）
  - 景山圭一、田中嘉作、酒井都郷、木村虎治郎、渡辺英吉、林彦一郎、足立助三郎、松下道蔵、中西一郎（辞）、下西一、広島馨、佐古益次郎、足立金次郎、富谷熊吉、石倉當命、小浜岩雄、黒見鹿蔵、面谷亮
- 昭和17年（1942年）
  - 柏木整一郎（辞）、松本豊（辞）、田中嘉作、渡辺英吉、足立民一郎、酒井都郷、野田次郎（辞）、木村虎治郎、黒見鹿蔵、西尾万吉（辞）、林彦一郎、門永康治（辞）、岡田洲二、（辞）、面谷亮、植田文雄、小浜岩雄、広島馨（辞）、下西一、足立富太郎（補）（辞）、荒木泰世（補）､由木桂一郎（補）（死）
- 昭和22年（1947年）
  - 足立富士郎、法橋安市、景山善次郎、河西力雄、西尾萬吉、野田太郎、中村実三、景山圭一、酒井都郷、林彦一郎、田中嘉作、小浜岩雄、足立富太郎、面谷亮、川島嘉太郎、松下整吉、権田文雄、田中正範、西村清美、増谷慶一郎、黒見鹿蔵（死）、下西二郎
- 昭和26年（1951年）
  - 法橋安市、西尾萬吉、足立富士郎、中村実三、池田悌人、植田鉄郎、黒見乙三郎（辞）、寺本利治、門永康治、松下整吉、河西力雄、権田文雄、西村清美、貝田徳太郎、酒井都郷、林彦一郎、広島馨、池淵巌、足立富太郎、河端晋、柏木喜一郎、大古戸宗治、景山圭一（補）

## 商業

### 市中商売根帳

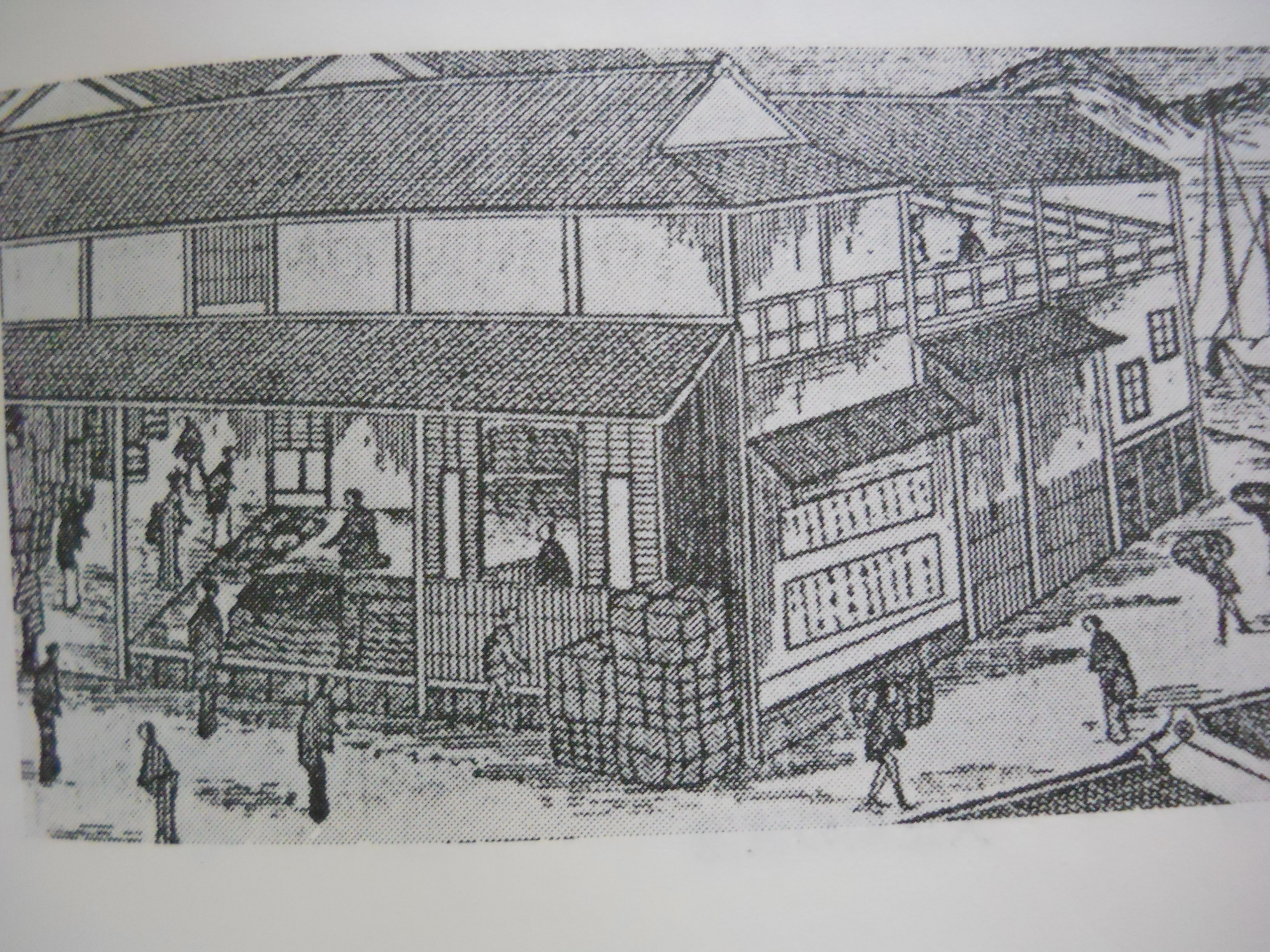
伯耆境港・武良惣平
木綿操綿古手類卸商 諸国回漕店 荷為換取扱所

花町の面谷宏家には、「辛未四月改、市中商売根帳、面谷性」と表題した帳面が蔵されている。辛未の年、つまり明治4年（1871年）の商業資料として貴重な存在である。多種の職種に、境港の明治初期の商業の盛況をしのばせる。
一、酒造株 面谷与九郎 奈鹿屋敬蔵 栢木定太郎（小西屋吉太郎） ほか六名
二、質屋 大家屋吉三郎 栢木定太郎店 下西屋周録 吉屋幾蔵 今津屋伴蔵
三、木綿中買 松屋六七八 布袋屋久作 安田屋良八 米子屋平六 ほか三四名
四、古手中買 川西屋源蔵 大西屋武作 広瀬屋文七 油東屋民蔵 ほか六名
五、小問屋 新屋直三郎 中屋為吉 灘酒屋常吉 納屋茂一郎 ほか三〇名
六、綿中買 油屋善八 広瀬屋与平 加嶋屋繁治郎 米子屋和七 ほか二二名
七、諸品仲買 笹屋豊十 荒木屋徳三郎 加納屋文市 但馬屋直六 ほか五五名
八、太物小間物 米屋民四郎 安宅屋久市 川戸屋勇三郎 名田屋藤四郎 ほか一一名
九、紺屋職 中屋為吉 紺屋長九郎 新紺屋吉三郎 紺屋勇七 ほか一名
一〇、搗米屋 荒木屋徳三郎 油屋寛蔵 古屋治平 上野屋儀平 ほか四三名
一一、渡海船頭 山本屋亀市 ほか七三名
一二、宿屋 灘新屋只十郎 ほか四五名
一三、雑穀荒物 入船町 武蔵 ほか五七名
一四、絞油株 中油屋実蔵 ほか三名
一五、菜種屋 中村屋儀作 ほか三名
一七、仲仕稼 一一五名
一八、船方小宿 四九名
一九、医師 花町 儀庵 ほか七名
二〇、大工 雲津屋常蔵 ほか九名
二一、船大工 豆腐屋藤三郎 ほか二八名
二二、鍛冶職 西崎屋利∞平 ほか一七名
二三、桶屋職 松田屋長七 ほか七名
二四、飯盛宿 一八名
二五、木挽職 前中屋久郎
二六、刻煙草家業 小中屋熊吉 ほか二一名
二七、髪結 東屋 みや ほか一二名
二八、蕎麦屋 朝日町 丈七 ほか七名
二九、豆腐屋 結城屋常七 ほか一四名

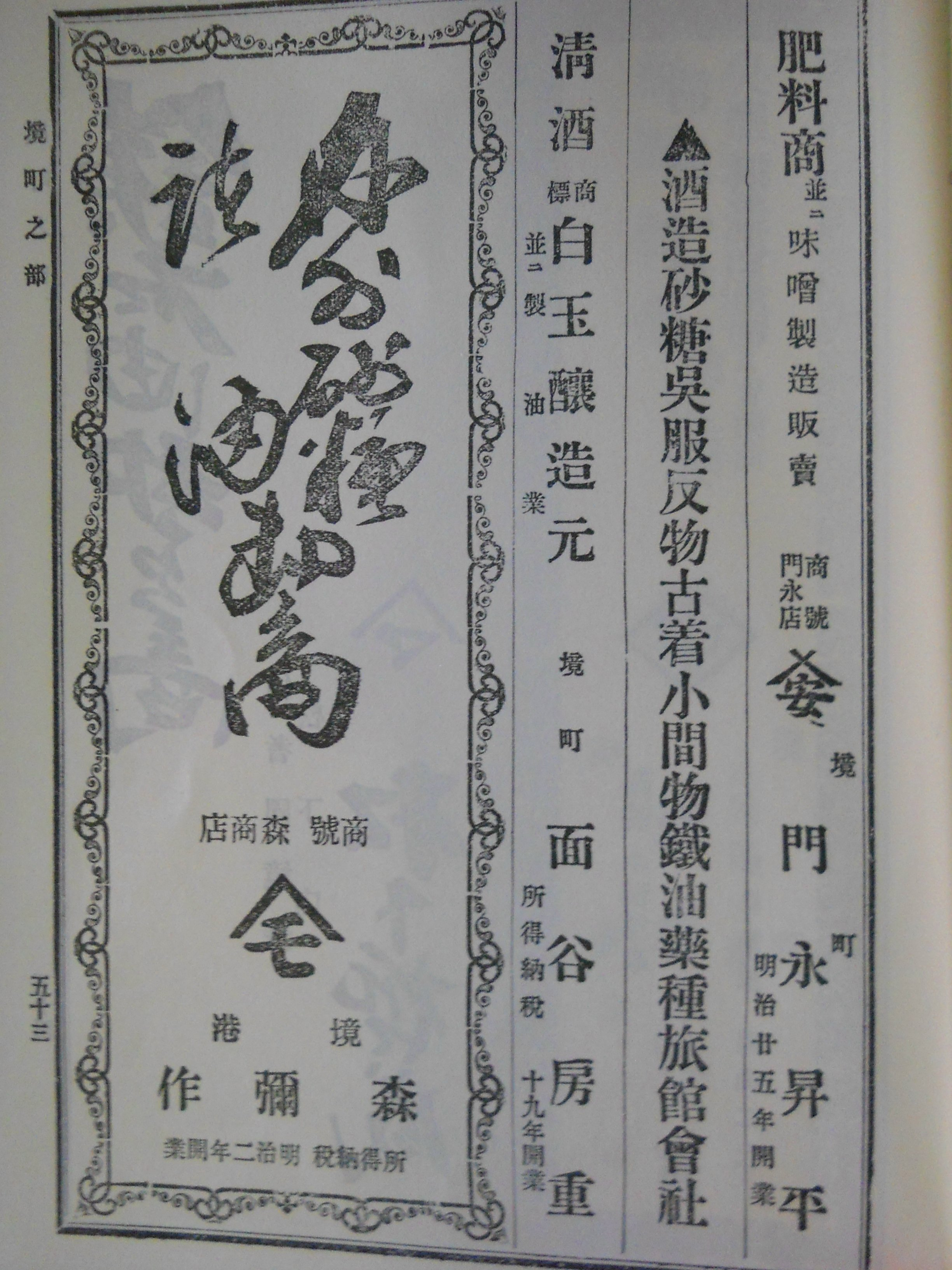
『帝國實業名鑑』より

三〇、練油、蝋燭株 納屋 茂七 酒井屋万四郎 米屋友治郎 栢木定太郎
三一、糀屋 味噌屋儀次郎 入船町 芳録 紺屋 柳七 ほか2名
三二、左官 松ヶ枝町 善八 紺屋 柳七 紺屋敬次郎 ソバ屋 丈七 平野屋
三三、綿打職 西村屋久四郎 中西屋清太郎 大山屋孫七 新紺屋平三郎 ほか一三名
三四、造酢屋 花町 房重 小西屋吉太郎 味噌屋儀次郎 相生町 与作 ほか三名
三五、居風呂屋 和泉屋市十郎 木締屋久吉 大西屋新七
三六、帆木綿仕立織 松屋清一郎 西村屋久平 酒井屋万四郎 油屋柳三郎 江村屋弥太郎
三七、白銀屋 松ヶ枝町 明暦屋林五郎 古屋治平

### 地名を付した屋号
境町には地名を付した屋号が多い。明治4年（1871年）現在で40軒もある。これらの屋号は境町と他港との交流、商取引の広さを示すものであり、また繁栄した境港に他国からの移住者が多かったことを表していると思われる。
越前屋、越後屋、安宅屋、小浜屋、但馬屋、兵庫屋、大阪屋、神戸屋、阿波屋、広島屋、山口屋、福岡屋、若松屋、長崎屋、石見屋、隠岐国屋、西郷屋、平田屋、橋津屋、米子屋、今津屋等
「市中商売根帳」のまとめによると、宿屋45戸、舟方小宿49戸、計94戸は全戸数673戸からみると大変多い数で7戸に1戸は宿屋ということになる。
仲買商も大変多く、133戸で全戸数の20パーセントに当たり、5戸に1戸は仲買商であった。これら宿屋や仲買商の多いということは、当時境港の入港船数や他国商人の出入がいかに多かったかを示すものであり、港は船と商人で大変なにぎわいを呈したものと思われる。

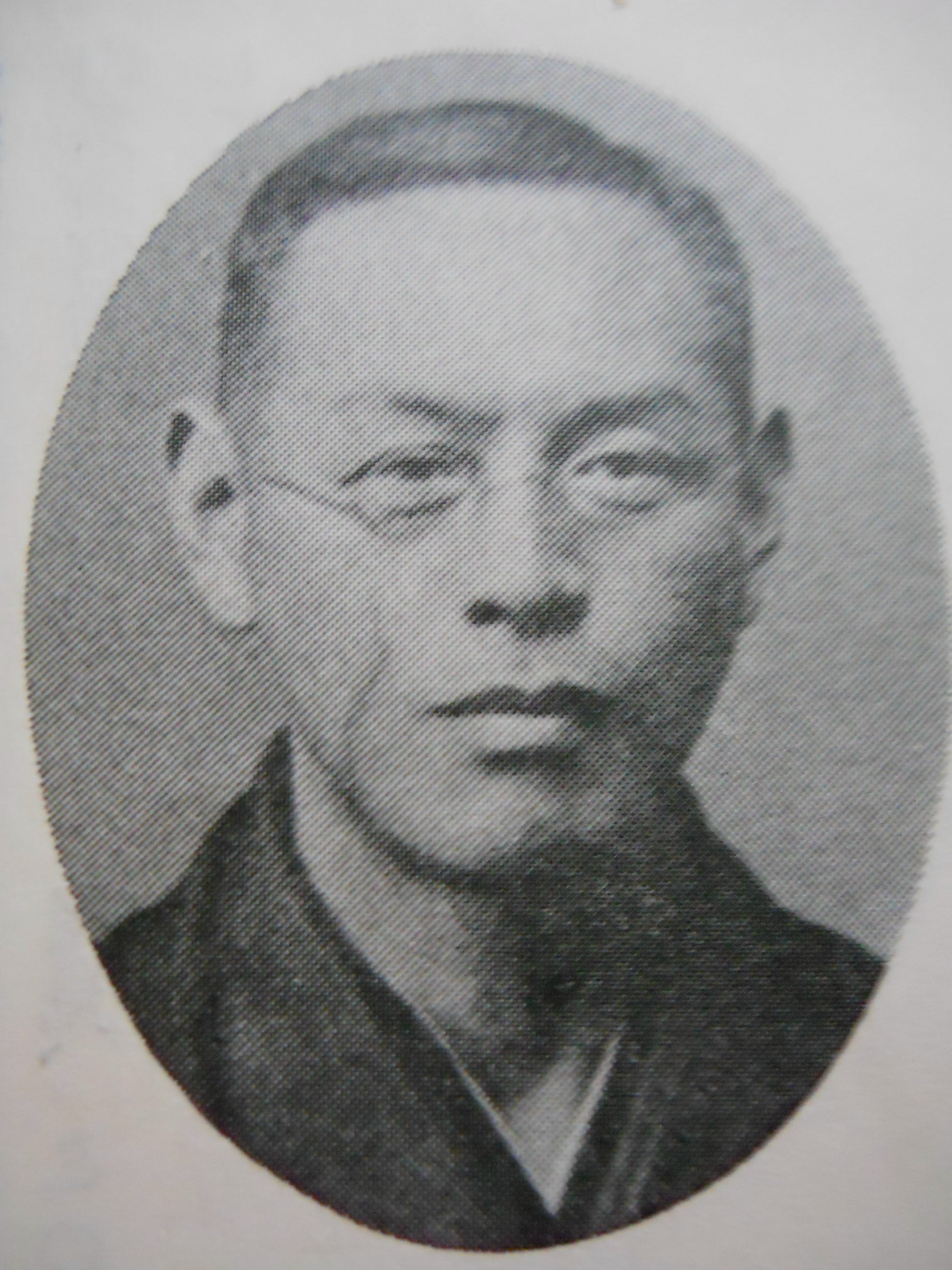
山本熊吉
（境町長、鳥取県議会議長等を歴任）

### 山陰実業名鑑
大正元年（1912年）『山陰実業名鑑』（綱島幸次郎編）によると、地価三百円以上の土地所有者、所得税納入者、営業税納入者は以下の通り。
|              | 地価額              | 所得税          | 営業税          | 住所 |  |
| ------------ | ------------------- | --------------- | --------------- | ---- |  |
| 山本熊吉     | 七. 一二六円 三〇〇 | 九〇円 四〇〇   | 五二円 四八〇   | 境町 |  |
| 堀萬三郎     | 四. 三六九円 一六〇 | 四〇円 三六〇   |                 | 境町 |  |
| 足立民一郎   | 三. 四七〇円 六三〇 | 一〇九円 九八〇 | 一五一円 四五〇 | 境町 |  |
| 木村甚太郎   | 二. 五一九円 九九〇 |                 |                 | 境町 |  |
| 松下哲成     | 二. 一九六円 〇一〇 | 八五円 七三〇   | 一二九円 八三〇 | 境町 |  |
| 森彌作       | 一. 六八八円 五四〇 | 六七円 七四〇   | 七二円 九〇〇   | 境町 |  |
| 光祐寺       | 一. 五一二円 二四〇 |                 |                 | 境町 |  |
| 門永昇平     | 一. 二〇九円 二七〇 | 四八円 二五〇   | 一一二円 九五〇 | 境町 |  |
| 由木周市     | 一. 〇〇五円 八五〇 | 八円 五六〇     |                 | 境町 |  |
| 栢木節雄     | 九三四円 九一〇     | 一七円 三四〇   | 三四円 二五〇   | 境町 |  |
| 植田虎市     | 八三六円 八八〇     | 九円 二八〇     | 五三円 八五〇   | 境町 |  |
| 松下専次郎   | 三八六円 〇二〇     | 二一円 五六〇   | 三九円 二五〇   | 境町 |  |
| 黒見権平     | 七七〇円 四三〇     | 二四円 一〇〇   | 九〇円 〇八〇   | 境町 |  |
| 山本濶       | 七五六円 〇〇〇     |                 |                 | 境町 |  |
| 里見周三     | 七〇三円 三〇〇     | 八円 〇六〇     |                 | 境町 |  |
| 面谷友太郎   | 七六七円 六〇〇     | 八七円 三九〇   | 一三九円 九八〇 | 境町 |  |
| 松谷曠       | 六六一円 〇三〇     | 二三円 七五〇   | 八六円 七九〇   | 境町 |  |
| 長榮吉郎平   | 六五五円 五五〇     | 七円 三四〇     | 一〇円 七八〇   | 境町 |  |
| 八木橋辰蔵   | 五九八円 八四〇     | 六〇円 八五〇   | 六四円 一三〇   | 境町 |  |
| 足立好松     | 五九五円 〇一〇     | 二一円 八六〇   | 三一円 九七〇   | 境町 |  |
| 加島繁治郎   | 五八六円 八五〇     | 五四円 二五〇   | 八〇円 七〇〇   | 境町 |  |
| 松尾初蔵     | 五五二円 九六〇     | 三九円 一九〇   | 六九円 三九〇   | 境町 |  |
| 増谷慶一郎   | 五一一円 三五〇     | 二四円 六一〇   | 三七円 七八〇   | 境町 |  |
| 村尾喜平     | 四九八円 一七〇     |                 | 一〇円 七三〇   | 境町 |  |
| 栢木成美     | 四六五円 〇〇〇     |                 |                 | 境町 |  |
| 大野陸       | 四四九円 九五〇     | 六円 〇〇〇     | 二二円 〇四〇   | 境町 |  |
| 里田卯太郎   | 四三二円 〇〇〇     |                 |                 | 境町 |  |
| 下西定太郎   | 四三〇円 二〇〇     | 一八円 八五〇   | 二七円 八七〇   | 境町 |  |
| 須山忠〇     | 四二四円 二〇〇     | 一五円 七九〇   | 九二円 六七〇   | 境町 |  |
| 岡空瀧       | 四二〇円 〇〇〇     | 六円 〇〇〇     | 二二円 〇四〇   | 境町 |  |
| 酒井萬四郎   | 四一八円 一〇〇     | 七円 九二〇     | 一八円 八七〇   | 境町 |  |
| 遠藤仁太郎   | 四〇七円 六二〇     | 八円 五六〇     | 三〇円 一一〇   | 境町 |  |
| 由浪時三郎   | 三九一円 八三〇     | 六円 〇八〇     | 二七円 三〇〇   | 境町 |  |
| 岡田庄作     | 三八九円 〇三〇     | 三九円 五三〇   | 三九円 〇〇〇   | 境町 |  |
| 小酒長一     | 三八四円 二一〇     | 三七円 九七〇   | 四二円 六〇〇   | 境町 |  |
| 祝良之助     | 三八四円 二一〇     | 三七円 九七〇   | 四二円 六〇〇   | 境町 |  |
| 根平竹松     | 三七四円 八九〇     | 四四円 八九〇   | 七〇円 七八〇   | 境町 |  |
| 角房松       | 三七二円 五九〇     | 四四円 一八〇   | 七二円 九八〇   | 境町 |  |
| 植田伊六     | 三七二円〇〇〇      |                 |                 | 境町 |  |
| 里見又太郎   | 三六一円一〇〇      |                 |                 | 境町 |  |
| 黒田豊治郎   | 三三六円 八五〇     | 一四円 一三〇   | 五六円 三二〇   | 境町 |  |
| 杉谷熊太郎   | 三一四円 〇〇〇     |                 |                 | 境町 |  |
| 加藤さよ     | 三一三円 五〇〇     |                 |                 | 境町 |  |
| 香川文太郎   | 三一〇円 〇〇〇     | 七円 三〇〇     | 三二円 九五〇   | 境町 |  |
| 細田賢孝     | 三〇九円 〇七〇     | 六円 四八〇     | 三五円 〇〇〇   | 境町 |  |
| 大谷虎太郎   | 三〇五円 四六〇     | 六円 六〇〇     | 一六円 一一〇   | 境町 |  |
| 渡邊廣太郎   | 三〇〇円 〇五〇     | 七円 一四〇     | 一四円 九五〇   | 境町 |  |
| 黒見新蔵     | 三〇〇円 〇一〇     | 七円 四八〇     |                 | 境町 |  |
| 柳楽源七     |                     | 三七円 九五〇   | 七二円 四九〇   | 境町 |  |
| 岡空林太郎   |                     | 三七円 九〇〇   | 七〇円 五〇〇   | 境町 |  |
| 荒木久九郎   |                     | 二三円 八七〇   | 七〇円 二三〇   | 境町 |  |
| 門永浅一郎   |                     | 二二円 二三〇   | 七二円 六八〇   | 境町 |  |
| 松本庄太郎   |                     | 二二円 一一〇   | 四四円 九四〇   | 境町 |  |
| 芳賀荒次郎   |                     | 二一円 六〇〇   |                 | 境町 |  |
| 手島平一郎   |                     | 二一円 一六〇   |                 | 境町 |  |
| 老松直二郎   |                     | 二〇円 三四〇   | 七四円 一一〇   | 境町 |  |
| 木村久太郎   |                     | 一八円 一六〇   |                 | 境町 |  |
| 加島恵太郎   |                     | 一七円 六八〇   | 一八円 八〇〇   | 境町 |  |
| 渡邊甚太郎   |                     | 一七円 二一〇   | 四六円 二二〇   | 境町 |  |
| 足立繁太郎   |                     | 一六円 九四〇   |                 | 境町 |  |
| 吉田捨壽呂   |                     | 一六円 六三〇   |                 | 境町 |  |
| 前原寅助     |                     | 一六円 六三〇   |                 | 境町 |  |
| 佐々木平七   |                     | 一六円 四四〇   | 四二円 二七〇   | 境町 |  |
| 富谷熊吉     |                     | 一六円 四二〇   | 三七円 八五〇   | 境町 |  |
| 作野諒之助   |                     | 一六円 三八〇   |                 | 境町 |  |
| 松本民蔵     |                     | 一五円 七五〇   | 三八円 八七〇   | 境町 |  |
| 足立権太郎   |                     | 一五円 四一〇   | 四三円 七五〇   | 境町 |  |
| 土肥倉二郎   |                     | 一五円 一六〇   | 四一円 六二〇   | 境町 |  |
| 生田太郎平   |                     | 一四円 一六〇   | 四三円 七五〇   | 境町 |  |
| 柏木竹松     |                     | 一四円 一一〇   | 四八円 五二〇   | 境町 |  |
| 坪内八蔵     |                     | 一三円 三一〇   |                 | 境町 |  |
| 花原俊一     |                     | 一三円 二五〇   | 二三円 三八〇   | 境町 |  |
| 小泉壽一郎   |                     | 一三円 一八〇   | 四一円 三六〇   | 境町 |  |
| 門脇辰太郎   |                     | 一三円 一八〇   | 二一円 二二〇   | 境町 |  |
| 遠藤正朝     |                     | 一二円 九九〇   |                 | 境町 |  |
| 片山又太郎   |                     | 一二円 九九〇   |                 | 境町 |  |
| 佐々木定蔵   |                     | 一二円 六〇〇   |                 | 境町 |  |
| 松本万一     |                     | 九円 九四〇     | 二四円 七二〇   | 境町 |  |
| 磯村榮       |                     | 九円 九〇〇     |                 | 境町 |  |
| 三島千蔵     |                     | 九円 八〇〇     | 二九円 七四〇   | 境町 |  |
| 永谷信吉     |                     | 九円 六二〇     |                 | 境町 |  |
| 財津良三     |                     | 九円 六〇〇     |                 | 境町 |  |
| 片山要太郎   |                     | 九円 六〇〇     |                 | 境町 |  |
| 杉山喜代美   |                     | 九円 五八〇     |                 | 境町 |  |
| 黒見イホ     |                     | 九円 五四〇     | 一八円 二一〇   | 境町 |  |
| 手島善一郎   |                     | 九円 四六〇     | 二七円 七三〇   | 境町 |  |
| 足立久三郎   |                     | 九円 三四〇     |                 | 境町 |  |
| 石田仙吉     |                     | 九円 二八〇     | 二三円 四四〇   | 境町 |  |
| 大森ナツ     |                     | 九円 二〇〇     | 二三円 四四〇   | 境町 |  |
| 濱田源二郎   |                     | 九円 〇〇〇     | 三七円 七五〇   | 境町 |  |
| 里見竹次郎   |                     | 八円 九八〇     | 一六円 六九〇   | 境町 |  |
| 石井富三郎   |                     | 八円 四六〇     | 一七円 五〇〇   | 境町 |  |
| 松原良平     |                     | 八円 二八〇     |                 | 境町 |  |
| 黒見鹿蔵     |                     | 八円 〇六〇     |                 | 境町 |  |
| 中村市太郎   |                     | 八円 〇二〇     | 二三円 三七〇   | 境町 |  |
| 細井一       |                     | 七円 九四〇     | 一七円 四〇〇   | 境町 |  |
| 中村精       |                     | 七円 九二〇     |                 | 境町 |  |
| 足立玉治郎   |                     | 七円 八六〇     | 一一円 〇〇〇   | 境町 |  |
| 面谷直       |                     | 七円 六四〇     | 一五円 七〇〇   | 境町 |  |
| 由木清治郎   |                     | 七円 四四〇     |                 | 境町 |  |
| 佐々木文七   |                     | 七円 四〇〇     | 二三円 九二〇   | 境町 |  |
| 藤田實輔     |                     | 七円 二〇〇     |                 | 境町 |  |
| 村山輿太郎   |                     | 七円 二〇〇     |                 | 境町 |  |
| 堀亀五郎     |                     | 七円 二〇〇     |                 | 境町 |  |
| 植田善太郎   |                     | 七円 二〇〇     |                 | 境町 |  |
| 大古戸由一郎 |                     | 七円 一二〇     | 二五円 七二〇   | 境町 |  |
| 黒田捨五郎   |                     | 七円 一二〇     | 九円 五〇〇     | 境町 |  |
| 安見好太郎   |                     | 七円 一〇〇     | 二五円 二五〇   | 境町 |  |
| 木村郡治郎   |                     | 七円 〇八〇     | 一八円 三七〇   | 境町 |  |
| 引野千種     |                     | 七円 〇八〇     | 一九円 〇一〇   | 境町 |  |
| 植田文太郎   |                     | 七円 〇四〇     | 一三円 二二〇   | 境町 |  |
| 西友次郎     |                     | 七円 〇〇〇     | 二三円 七九〇   | 境町 |  |
| 田中萬之助   |                     | 七円 〇〇〇     | 九円 六八〇     | 境町 |  |
| 渡邊二郎     |                     | 六円 九四〇     |                 | 境町 |  |
| 角俊逸       |                     | 六円 九四〇     | 一六円 七二〇   | 境町 |  |
| 小松貞一     |                     | 六円 九二〇     | 一八円 八〇〇   | 境町 |  |
| 藤本國十郎   |                     | 六円 八四〇     | 一二円 五三〇   | 境町 |  |
| 由永藤太郎   |                     | 六円 八二〇     |                 | 境町 |  |
| 阿川岩松     |                     | 六円 八〇〇     | 一七円 二四〇   | 境町 |  |
| 西村勇治郎   |                     | 六円 七八〇     | 一四円 八四〇   | 境町 |  |
| 濱田熊太郎   |                     | 六円 七六〇     | 一八円 四〇〇   | 境町 |  |
| 木村幸一     |                     | 六円 七二〇     |                 | 境町 |  |
| 里見ふさ     |                     | 六円 六六〇     |                 | 境町 |  |
| 植田宮松     |                     | 六円 六四〇     | 一四円 一八〇   | 境町 |  |
| 引野千種     |                     | 七円 〇八〇     | 一九円 〇一〇   | 境町 |  |
| 植田文太郎   |                     | 七円 〇四〇     | 一三円 二二〇   | 境町 |  |
| 西友次郎     |                     | 七円 〇〇〇     | 二三円 七九〇   | 境町 |  |
| 田中萬之助   |                     | 七円 〇〇〇     | 九円 六八〇     | 境町 |  |
| 渡邊二郎     |                     | 六円 九四〇     |                 | 境町 |  |
| 角俊逸       |                     | 六円 九四〇     | 一六円 七二〇   | 境町 |  |
| 小松貞一     |                     | 六円 九二〇     | 一八円 八〇〇   | 境町 |  |
| 藤本國十郎   |                     | 六円 八四〇     | 一二円 五三〇   | 境町 |  |
| 由永藤太郎   |                     | 六円 八二〇     |                 | 境町 |  |
| 阿川岩松     |                     | 六円 八〇〇     | 一七円 二四〇   | 境町 |  |
| 西村勇治郎   |                     | 六円 七八〇     | 一四円 八四〇   | 境町 |  |
| 濱田熊太郎   |                     | 六円 七六〇     | 一八円 四〇〇   | 境町 |  |
| 木村幸一     |                     | 六円 七二〇     |                 | 境町 |  |
| 里見ふさ     |                     | 六円 六六〇     |                 | 境町 |  |
| 植田宮松     |                     | 六円 六四〇     | 一四円 一八〇   | 境町 |  |

## 苗字
- 境地区（旧境村）には港の発展に伴って、江戸時代中ごろから転入者が増加した。明治以後は特に著しいが、「佐々木・角・松下」は北弓浜の近隣諸村からの転入、｢山本・田中・森脇・寺本・池田｣は主として島根県の隠岐・八束両郡からの転入によるものと思われる[38]。

- 手島氏

尼子の重臣亀井能登守の家臣に手島四郎三郎あり。四郎三郎戦死後、その一子は雲州本庄に逃れ、その後境村に転住。その末裔の他一族も境村に多い（伯州浜の目境村之聞書）。
- 森氏

境村の旧記では西小路、森家は境旧家29の1つとされ、古い家系を誇っていた。その家系図によれば人皇7代孝霊天皇の皇子正武彦命から45代餘見島宿弥守明の折、源義親との婚姻の伝承があり、それより9代守侶の時に後醍醐天皇より源姓と餘戸家の家号を賜ったとある。その頃から明応9年（1500年）の棟札に至るまで“宮脇姓”で、森家の家系図で森姓と明記されているのは、森次右衛門守祥の父森豊前守守益の時で、その代か、あるいは一つ先代の時頃に、森姓に移ったと推定されている。宮脇、源、森の姓もその時代時代に宮廷より賜ったもので、慶長年間（1596年から1615年）に屡々吉田殿に参代しており、下って天明元年（1781年）には従五位に叙せられたとも伝えられている。何故森姓に移ったかは明らかでない。夜見村（現在の米子市夜見町）は境村、余子神社神官、森守祥の次男六郎右衛門守連らが、延宝7年（1679年）官許を得て開発した。

## 出身人物

### 実業家・政治家
- 岡田洲二
岡田商店会長、鳥取県議会議員、父は元境商工会会頭、岡田汽船社長岡田庄作
- 松本豊
- 加島恵太郎
境町長（第5代、7代）、境町会議員 鳥取県議会議員
- 山本熊吉
第三代境町町長 収入役 町会議員 鳥取県会議員（議長）
- 山本亮
境町長（第17代）

### 政治家
- 足立民一郎
米助呉服店主、境町長、幼名は助三郎
- 景山圭一
医師･景山粛の孫 第十五代境町町長 助役 町会議員 鳥取県会議員（議長、副議長）
- 広島了輔
広島税理士事務所長、鳥取県会議員（副議長） 父は広島馨

### 実業家
- 足立正
足立繁太郎の長男 日本商工会議所会頭、王子製紙社長等歴任
足立家は、繁太郎が多年にわたり境郵便局長をつとめたため、“郵便足立”とよばれていた。足立正は『私の履歴書』に｢家業は酒造りであったが、かなりの田畑をもっていて耕作は小作人にまかせていた。代々大庄屋をつとめていたので、平民ではあったが､名字帯刀を許された郷士の家柄であった。そんなだから家には武芸をとうとぶ気風がのこっていて…｣と書いている。
- 足立龍雄
実業家･足立正の長男 中村屋会長

### 教育者・学者
- 黒田正巳 - 熊本大学名誉教授

### 文化人
- 植田正治（写真家）
植田文太郎の孫 世界的写真家
- 杉谷代水
- 水木しげる（漫画家）
本名は武良茂 代表作はゲゲゲの鬼太郎

### ゆかりある人物

#### 居住経験者
- 滝川一穂（医師）
鳥取県東伯郡羽合町橋津出身 滝川家第11代当主 医学博士 滝川内科医院長
- 櫻内幸雄（実業家、政治家）
島根県広瀬町出身 商工、農林、大蔵各大臣を歴任
- 河西力雄（政治家）

#### その他
- 藤原銀次郎（実業家、政治家）
  - 長野県出身 日本の製紙王・王子製紙社長 妻が境町の由井家出身である
- 加藤章（実業家）